# 彩霞傳說
彩霞傳說，是台灣卑南族的傳說，作為主角的母女雖然無力自行耕田導致生活困苦，但在化身為人類的彩霞們幫助之下，終於得以順利解決家裡貧困的問題。

## 傳說

### 求婚
傳說中在很久以前，某個部落中有對相依為命的母女，因為母親長年臥病在床，都是由女兒來耕田的，但女兒力氣不夠、收成有限，兩人因此生活困苦。女兒平常除了耕田和照顧母親外，最喜歡做的事情就是在黃昏的時候看著天上的彩霞，向彩霞述說心裡的煩惱。其中一片聽到女兒煩惱的彩霞便化身成一個英俊的青年下凡來向她求婚。

### 耕田
兩人結婚後，青年聲稱要開始稱田，但他並沒有準備農具，而是搓了一條長長的繩子，並且請母女倆帶著廚具和家裡所有的食物到田邊，在青年用繩子圍了一個圈、而母女煮好了飯菜後，時間已經到黃昏了，青年要母女把眼睛閉上，而其他彩霞便趁機變成一個個男性從天而降並開始幫忙耕田、種下許多蔬菜、還蓋了一間小工寮，並且在完工後吃光母女準備的食物後回到天上，母女倆發現田地已經整理好後，都相當驚訝且開心。

### 採收
後來到了田裡的東西可以採收時，他們又帶著相同的東西和小米酒去田裡作準備，青年這次摘了兩顆田裡種的瓜剖開來，分別從其中拿出一頭豬和大量的糯米，作為母女做飯用的食材。到了黃昏，她們閉上眼睛，彩霞們便再度化身為男性來幫忙田裡採收。藉由這次的豐收，母女倆終於擺脫了貧困，過著幸福的日子。

## 工作觀念
這則傳說反應出卑南族傳統生活的「換工」工作型態，族人們以前會輪流到每個需要人手的家裡幫忙，而該戶人家便在完工後提供食物回饋族人。